# フローラステークス
フローラステークスは、日本中央競馬会（JRA）が東京競馬場で施行する中央競馬の重賞競走（GII）である。競馬番組表での名称は「サンケイスポーツ賞 フローラステークス（オークストライアル）」と表記される。
競走名の「フローラ（Flora）」は、ローマ神話に登場する花と春と豊穣を司る女神の名。または、ある特定の地域もしくは時代に生育する各種植物の全種類の意。
寄贈賞を提供する『サンケイスポーツ』は、産業経済新聞社が東京と大阪で発行する朝刊スポーツ紙。1962年（昭和37年）の東京での発刊開始にちなんで寄贈が決まった。また1970年（昭和45年）から1987年（昭和62年）までは別会社『サンケイスポーツ新聞社』から発行されていた。
正賞はサンケイスポーツ賞。

## 概要
2着までの馬に優駿牝馬（オークス）の優先出走権が付与されるトライアル競走。当初は5着までに優先出走権を付与していたが、1991年より3着までに改められた。2018年より優先出走権の付与が2着までに改められることになった。
1966年に「サンケイスポーツ賞 4歳牝馬特別（オークストライアル）」の名称で創設された、4歳（現3歳）牝馬限定の重賞競走。2001年より現名称となった。この当時は関西でも桜花賞トライアルとして、「報知杯4歳牝馬特別」（現・フィリーズレビュー）が行われていたため、便宜上「4歳牝馬特別（東）」と区別して表現することもあった。
創設時は芝1800mで行われていたが、トライアルレースとしての位置付けをより明確にするため、1987年から2000mに延長。これにより中・長距離の適性が問われることとなり、優駿牝馬（オークス）との関連性が一層深まった。
地方競馬所属馬は1995年から、外国産馬は2003年から出走可能になり、2010年からは外国馬も出走可能な国際競走となった。

### 競走条件
以下の内容は、2025年現在のもの。
出走資格：サラ系3歳牝馬
- JRA所属馬（外国産馬含む）
- 地方競馬所属馬（後述）
- 外国調教馬（優先出走）

負担重量：馬齢重量（55kg）
優駿牝馬（オークス）のステップ競走に指定されており、地方競馬所属馬は優駿牝馬（オークス）の出走候補馬（3頭まで）およびJRAの2歳GI競走優勝馬に優先出走が認められているほか、JRAで行われる芝の3歳重賞競走優勝馬にも出走資格が与えられている。

### 賞金
2024年の1着賞金は5200万円で、以下2着2100万円、3着1300万円、4着780万円、5着520万円。

## 歴史
- 1966年 - 4歳牝馬によるオークストライアルの重賞競走として「サンケイスポーツ賞 4歳牝馬特別」の名称で創設、東京競馬場の芝1800mで施行[6]。5着までに優駿牝馬（オークス）の優先出走権を付与（1990年まで）[6]。
- 1984年 - グレード制施行によりGII[注 1]に格付け[6]。
- 1991年 - 優駿牝馬（オークス）の優先出走権を3着までに変更[6]。
- 1995年 - 指定交流競走となり、地方競馬所属馬が出走可能になる[2]。
- 2001年
  - 馬齢表示の国際基準への変更に伴い、出走条件を「3歳牝馬」に変更[2]。
  - 名称を「サンケイスポーツ賞 フローラステークス」に変更[6]。
- 2003年 - 混合競走に指定、外国産馬が出走可能になる[2]。
- 2007年 - 日本のパートI国昇格に伴い、格付表記をJpnIIに変更[2]。
- 2010年
  - 国際競走に指定され、外国調教馬が9頭まで出走可能になる[7]。
  - 格付表記をGII（国際格付）に変更[7]。
- 2018年 - 優駿牝馬（オークス）の優先出走権を2着までに変更[10]。
- 2020年 - COVID-19の感染拡大防止のため「無観客競馬」として実施[11]（2021年も同様[12]）。

### 歴代優勝馬
コース種別を表記していない距離は、芝コースを表す。
優勝馬の馬齢は、2000年以前も現行表記に揃えている。
競走名は第35回まで「サンケイスポーツ賞4歳牝馬特別」、第36回以降は「サンケイスポーツ賞フローラステークス」。
| 回数   | 施行日        | 競馬場 | 距離  | 優勝馬             | 性齢 | タイム | 優勝騎手     | 管理調教師 | 馬主                                 |
| ------ | ------------- | ------ | ----- | ------------------ | ---- | ------ | ------------ | ---------- | ------------------------------------ |
| 第1回  | 1966年5月3日  | 東京   | 1800m | メジロボサツ       | 牝3  | 1:52.0 | 矢野一博     | 大久保末吉 | 北野俊雄                             |
| 第2回  | 1967年4月29日 | 中山   | 1800m | キクノフドウ       | 牝3  | 1:53.9 | 伊藤竹男     | 久保田金造 | 田中伊三郎                           |
| 第3回  | 1968年6月9日  | 中山   | 1800m | ハードウエイ       | 牝3  | 1:51.9 | 小島太       | 柄崎義信   | 鈴木健司                             |
| 第4回  | 1969年4月27日 | 東京   | 1800m | シャンデリー       | 牝3  | 1:51.7 | 保田隆芳     | 尾形藤吉   | 吉原栄子                             |
| 第5回  | 1970年4月26日 | 中山   | 1800m | プリーズターフ     | 牝3  | 1:52.8 | 関口健太郎   | 小西喜蔵   | ターファイトクラブ                   |
| 第6回  | 1971年5月16日 | 東京   | 1800m | ナスノカオリ       | 牝3  | 1:50.2 | 嶋田功       | 稲葉幸夫   | 那須野牧場                           |
| 第7回  | 1972年6月11日 | 東京   | 1800m | タカイホーマ       | 牝3  | 1:49.2 | 大崎昭一     | 仲住達弥   | 高井嘉輔                             |
| 第8回  | 1973年4月29日 | 東京   | 1800m | レデースポート     | 牝3  | 1:49.7 | 小島太       | 稲葉幸夫   | 佐藤重治                             |
| 第9回  | 1974年5月4日  | 東京   | 1800m | キャッシュボア     | 牝3  | 1:50.5 | 郷原洋行     | 田村駿仁   | 橋本幸雄                             |
| 第10回 | 1975年4月27日 | 東京   | 1800m | トウホーパール     | 牝3  | 1:50.7 | 小島太       | 稲葉幸夫   | 河村澤治                             |
| 第11回 | 1976年5月2日  | 東京   | 1800m | シービークイン     | 牝3  | 1:51.2 | 吉永正人     | 松山吉三郎 | 千明牧場                             |
| 第12回 | 1977年5月1日  | 東京   | 1800m | メイワロック       | 牝3  | 1:49.5 | 大崎昭一     | 山岡寿恵次 | ホースマンクラブ                     |
| 第13回 | 1978年4月30日 | 東京   | 1800m | ヒロノスキー       | 牝3  | 1:48.6 | 郷原洋行     | 秋山史郎   | 石橋松蔵                             |
| 第14回 | 1979年4月29日 | 東京   | 1800m | シルクスキー       | 牝3  | 1:50.3 | 蓑田早人     | 伊藤修司   | 中山信一                             |
| 第15回 | 1980年4月27日 | 東京   | 1800m | コマサツキ         | 牝3  | 1:49.4 | 根本康広     | 橋本輝雄   | 鈴木荘夫                             |
| 第16回 | 1981年5月3日  | 東京   | 1800m | カバリエリエース   | 牝3  | 1:50.2 | 岡部幸雄     | 佐藤勝美   | （有）賀張中川牧場                   |
| 第17回 | 1982年5月2日  | 東京   | 1800m | リーゼングロス     | 牝3  | 1:50.3 | 清水英次     | 新関力     | 三島武                               |
| 第18回 | 1983年5月1日  | 東京   | 1800m | ダスゲニー         | 牝3  | 1:49.9 | 大崎昭一     | 新関力     | 三島武                               |
| 第19回 | 1984年4月29日 | 東京   | 1800m | レイクビクトリア   | 牝3  | 1:52.5 | 大崎昭一     | 藤原敏文   | 岡田弘夫                             |
| 第20回 | 1985年4月28日 | 東京   | 1800m | ユキノローズ       | 牝3  | 1:50.3 | 郷原洋行     | 佐々木猛   | （有）橋本牧場                       |
| 第21回 | 1986年4月27日 | 東京   | 1800m | メジロラモーヌ     | 牝3  | 1:50.8 | 河内洋       | 奥平真治   | （有）メジロ牧場                     |
| 第22回 | 1987年5月3日  | 東京   | 2000m | マックスビューティ | 牝3  | 2:01.6 | 柴田政人     | 伊藤雄二   | 田所祐                               |
| 第23回 | 1988年5月1日  | 東京   | 2000m | アラホウトク       | 牝3  | 2:01.4 | 河内洋       | 庄野穂積   | （有）アラキファーム                 |
| 第24回 | 1989年4月30日 | 東京   | 2000m | ファンドリポポ     | 牝3  | 2:02.5 | 西浦勝一     | 夏村辰男   | 水戸富雄                             |
| 第25回 | 1990年4月29日 | 東京   | 2000m | キョウエイタップ   | 牝3  | 2:01.5 | 横山典弘     | 稗田研二   | 松岡正雄                             |
| 第26回 | 1991年4月28日 | 東京   | 2000m | ヤマニンマリーン   | 牝3  | 2:02.2 | 柴田善臣     | 中村均     | 土井宏二                             |
| 第27回 | 1992年5月3日  | 東京   | 2000m | キョウワホウセキ   | 牝3  | 2:02.7 | 武豊         | 武邦彦     | 浅川吉男                             |
| 第28回 | 1993年5月2日  | 東京   | 2000m | ヤマヒサローレル   | 牝3  | 2:01.5 | 猿橋重利     | 湯浅三郎   | 山口節子                             |
| 第29回 | 1994年5月1日  | 東京   | 2000m | ゴールデンジャック | 牝3  | 2:03.1 | 四位洋文     | 北橋修二   | （株）協栄                           |
| 第30回 | 1995年4月30日 | 東京   | 2000m | サイレントハピネス | 牝3  | 2:02.6 | 橋本広喜     | 藤沢和雄   | 吉田照哉                             |
| 第31回 | 1996年4月28日 | 東京   | 2000m | センターライジング | 牝3  | 2:03.4 | 四位洋文     | 伊藤雄二   | 中野優                               |
| 第32回 | 1997年4月26日 | 東京   | 2000m | オレンジピール     | 牝3  | 2:01.2 | 河内洋       | 山内研二   | （有）社台レースホース               |
| 第33回 | 1998年5月2日  | 東京   | 2000m | マックスキャンドゥ | 牝3  | 2:00.3 | 蛯名正義     | 伊藤雄二   | 田所英子                             |
| 第34回 | 1999年5月1日  | 東京   | 2000m | スティンガー       | 牝3  | 2:01.4 | 岡部幸雄     | 藤沢和雄   | 吉田照哉                             |
| 第35回 | 2000年4月23日 | 東京   | 2000m | マニックサンデー   | 牝3  | 2:02.5 | 小野次郎     | 中野隆良   | 吉田照哉                             |
| 第36回 | 2001年4月22日 | 東京   | 2000m | オイワケヒカリ     | 牝3  | 2:01.5 | 小林淳一     | 柴崎勇     | 橋本中                               |
| 第37回 | 2002年4月21日 | 東京   | 2000m | ニシノハナグルマ   | 牝3  | 2:04.0 | 左海誠二     | 萱野浩二   | 西山牧場                             |
| 第38回 | 2003年4月27日 | 東京   | 2000m | シンコールビー     | 牝3  | 2:00.6 | 郷原洋司     | 湯窪幸雄   | 豊原正嗣                             |
| 第39回 | 2004年4月25日 | 東京   | 2000m | メイショウオスカル | 牝3  | 2:01.1 | 後藤浩輝     | 安達昭夫   | 松本好雄                             |
| 第40回 | 2005年4月24日 | 東京   | 2000m | ディアデラノビア   | 牝3  | 2:01.8 | 武豊         | 角居勝彦   | （有）キャロットファーム             |
| 第41回 | 2006年4月23日 | 東京   | 2000m | ヤマトマリオン     | 牝3  | 2:01.7 | 菊沢隆徳     | 安達昭夫   | 坂東まさ子                           |
| 第42回 | 2007年4月22日 | 東京   | 2000m | ベッラレイア       | 牝3  | 2:00.8 | 秋山真一郎   | 平田修     | 植中昌子                             |
| 第43回 | 2008年4月27日 | 東京   | 2000m | レッドアゲート     | 牝3  | 2:00.5 | 内田博幸     | 田村康仁   | ディアレスト                         |
| 第44回 | 2009年4月26日 | 東京   | 2000m | ディアジーナ       | 牝3  | 2:02.2 | 内田博幸     | 田村康仁   | ディアレスト                         |
| 第45回 | 2010年4月25日 | 東京   | 2000m | サンテミリオン     | 牝3  | 2:00.2 | 横山典弘     | 古賀慎明   | 吉田照哉                             |
| 第46回 | 2011年4月23日 | 東京   | 2000m | バウンシーチューン | 牝3  | 2:03.3 | 三浦皇成     | 田島俊明   | （株）グリーンファーム               |
| 第47回 | 2012年4月22日 | 東京   | 2000m | ミッドサマーフェア | 牝3  | 2:02.0 | 蛯名正義     | 小島太     | H.H.シェイク・モハメド               |
| 第48回 | 2013年4月21日 | 東京   | 2000m | デニムアンドルビー | 牝3  | 2:03.9 | 内田博幸     | 角居勝彦   | 金子真人ホールディングス（株）       |
| 第49回 | 2014年4月27日 | 東京   | 2000m | サングレアル       | 牝3  | 2:00.0 | 岩田康誠     | 松田博資   | （有）サンデーレーシング             |
| 第50回 | 2015年4月26日 | 東京   | 2000m | シングウィズジョイ | 牝3  | 2:01.8 | 内田博幸     | 友道康夫   | （有）社台レースホース               |
| 第51回 | 2016年4月24日 | 東京   | 2000m | チェッキーノ       | 牝3  | 1:59.7 | C.ルメール   | 藤沢和雄   | （有）サンデーレーシング             |
| 第52回 | 2017年4月23日 | 東京   | 2000m | モズカッチャン     | 牝3  | 2:01.3 | 和田竜二     | 鮫島一歩   | （株）キャピタル・システム           |
| 第53回 | 2018年4月22日 | 東京   | 2000m | サトノワルキューレ | 牝3  | 1:59.5 | M.デムーロ   | 角居勝彦   | （株）サトミホースカンパニー         |
| 第54回 | 2019年4月21日 | 東京   | 2000m | ウィクトーリア     | 牝3  | 1:59.5 | 戸崎圭太     | 小島茂之   | （有）シルクレーシング               |
| 第55回 | 2020年4月26日 | 東京   | 2000m | ウインマリリン     | 牝3  | 1:58.7 | 横山武史     | 手塚貴久   | （株）ウイン                         |
| 第56回 | 2021年4月25日 | 東京   | 2000m | クールキャット     | 牝3  | 1:59.4 | C.ルメール   | 奥村武     | （有）シルクレーシング               |
| 第57回 | 2022年4月24日 | 東京   | 2000m | エリカヴィータ     | 牝3  | 2:00.4 | 田辺裕信     | 国枝栄     | 三木正浩                             |
| 第58回 | 2023年4月23日 | 東京   | 2000m | ゴールデンハインド | 牝3  | 1:58.9 | 菅原明良     | 武市康男   | （株）サラブレッドクラブ・ラフィアン |
| 第59回 | 2024年4月21日 | 東京   | 2000m | アドマイヤベル     | 牝3  | 1:59.0 | 横山武史     | 加藤征弘   | 近藤旬子                             |
| 第60回 | 2025年4月27日 | 東京   | 2000m | カムニャック       | 牝3  | 1:58.6 | A.シュタルケ | 友道康夫   | 金子真人ホールディングス（株）       |

## 同名の競走
2000年まで、4歳（現3歳）牝馬による同名の特別競走が本競走とは別に行われていた。ただし、JRAではこれらの競走を前身としていない。

### 優勝馬
コース種別を表記していない距離は、芝コースを表す。
優勝馬の馬齢は、現行表記に揃えている。
| 施行日        | 競馬場 | 距離  | 条件     | 優勝馬             | 性齢 | タイム | 優勝騎手 | 管理調教師 | 馬主                 |
| ------------- | ------ | ----- | -------- | ------------------ | ---- | ------ | -------- | ---------- | -------------------- |
| 1989年1月5日  | 中山   | 1200m | オープン | サクラメグミ       | 牝3  | 1:09.6 | 小島太   | 境征勝     | （株）さくらコマース |
| 1990年1月5日  | 中山   | 1200m | オープン | サクラサエズリ     | 牝3  | 1:09.6 | 木藤隆行 | 境勝太郎   | （株）さくらコマース |
| 1991年1月7日  | 中山   | 1200m | オープン | キタノオゴジョ     | 牝3  | 1:09.9 | 岡部幸雄 | 松山康久   | 溝本儀三男           |
| 1992年1月12日 | 中山   | 1200m | オープン | ベルチャイルド     | 牝3  | 1:09.7 | 坂井千明 | 松山康久   | 藤野鈴子             |
| 1993年1月10日 | 中山   | 1200m | オープン | オースミシャイン   | 牝3  | 1:10.0 | 増井裕   | 白井寿昭   | 山路秀則             |
| 1994年1月15日 | 中山   | 1200m | オープン | ノーザンプリンセス | 牝3  | 1:10.7 | 柴田善臣 | 清水利章   | 阿部紀子             |
| 1995年1月15日 | 中山   | 1200m | オープン | ウエスタンドリーム | 牝3  | 1:09.4 | 的場均   | 柴田欣也   | （株）西川           |
| 1996年1月14日 | 東京   | 1400m | オープン | ゴールデンカラーズ | 牝3  | 1:22.9 | 岡部幸雄 | 中村好夫   | 中村寛俊             |
| 1997年1月12日 | 中山   | 1200m | オープン | ビクタートウショウ | 牝3  | 1:10.6 | 的場均   | 尾形充弘   | トウショウ産業（株） |
| 1998年1月10日 | 中山   | 1200m | オープン | バプティスタ       | 牝3  | 1:10.6 | 武豊     | 前田禎     | 吉田勝己             |
| 1999年1月10日 | 中山   | 1200m | オープン | ステファニーチャン | 牝3  | 1:10.1 | 田中勝春 | 中野栄治   | 花田勲               |
| 2000年1月23日 | 中山   | 1200m | オープン | ラヴィエベル       | 牝3  | 1:09.3 | 小野次郎 | 高松邦男   | 伊達秀和             |

出典：netkeiba.com
- 1989年、1990年、1991年、1992年、1993年、1994年、1995年、1996年、1997年、1998年、1999年、2000年